# Conlang X-SAMPA
CXS – odmiana X-Sampy używana przez konlangerów, głównie angielskich.
| IPA           | X-SAMPA | CXS     | Uwagi                                             |
| ------------- | ------- | ------- | ------------------------------------------------- |
| ɨ             | 1       | i\      | Oryginalny znak X-SAMPy jest także używany        |
| ʉ             | }       | u\      |                                                   |
| ɶ             | &       | &\      |                                                   |
| æ             | {       | &       | Taki sam system transkrypcji jak w Kirshenbaumie. |
| ʲ             | '       | ;       | Taki sam system transkrypcji jak w Kirshenbaumie. |
| ˈ             | "       | ' lub " | Taki sam system transkrypcji jak w Kirshenbaumie. |
| ˌ             | %       | , lub % | Taki sam system transkrypcji jak w Kirshenbaumie. |
| ɡ͡b (przykład) | g_b     | gb)     |                                                   |